# Хён Сон Мун Карл
Хён Сон Мун Карл или Карл Хён (кор. 현경련 베네딕타, 1797 г., Сеул, Корея — 19.09.1846 г., Корея) — святой Римско-Католической Церкви, мученик.

## Биография
Карл Хён происходил из католической семьи, которая пострадала во время гонений на христиан в Корее. Его отец был казнён в 1801 году, старшая сестра Бенедикта Хён приняла мученическую смерть в 1839 году, жена и сын умерли в тюрьме.
Карл Хён посвятил свою жизнь миссионерской деятельности, помогая католическим священникам. После начала гонений в 1839 году он хотел сдаться властям, чтобы проверить свою веру, но священники отговорили его это делать. Карл Хён сопровождал первого корейского священника Андрея Кима во время его путешествия в Шанхай. После возвращения в Сеул подвергся опасности, потому что дом Андрея Кима был записан на его имя. После ареста Андрея Кима Карл Хён, чтобы скрыться от преследований, купил новый дом. Между 5 и 10 июля 1846 года Карл Хён был арестован c другими верующими, проживавшими в его доме (среди них была Тереза Ким).
Карл Хён был обезглавлен 19 сентября 1846 года.

## Прославление
Хён Сон Мун Карл был беатифицирован 5 июля 1925 года Римским Папой Пием XI и канонизирован 6 мая 1984 года Римским Папой Иоанном Павлом II вместе с группой 103 корейских мучеников.
День памяти в Католической Церкви — 20 сентября.

## Источник
- Catholic Bishops’ Conference of Korea Newsletter No. 67 (Summer 2009)  (англ.)